# 赫爾維茨曲面

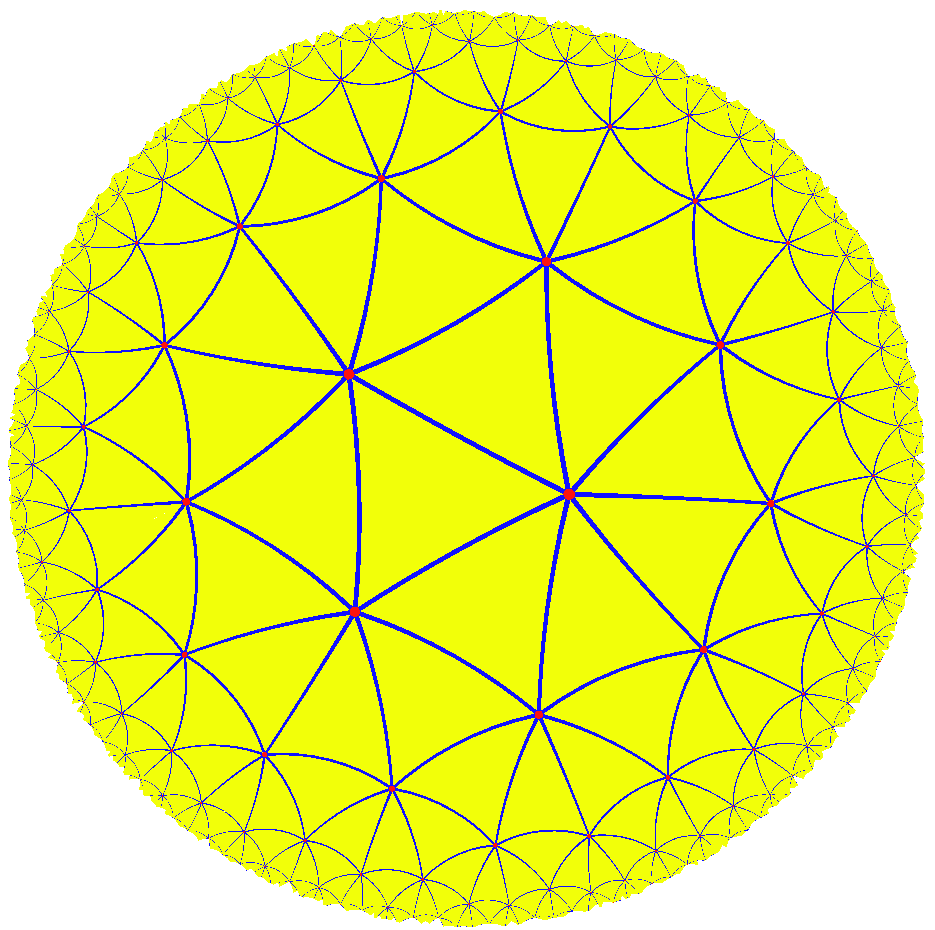
每一個赫爾維茨曲面都有與七階三角形鑲嵌同商群的三角形網格，用三角測量等於該曲面的黎曼和代數同構的自同構。

在黎曼曲面理論和雙曲幾何學中，赫爾維茨曲面（英語：Hurwitz surface）是一個緊湊精確的
84(g − 1)
黎曼曲面構造，由阿道夫·赫維茲所命名的曲面。其中g是該曲面的虧格。這個數字是赫維茨對同構定理（Hurwitz 1893）的最大值。若將它們解釋為複數的代數曲線（複數1維=實數2維）的話，也可以將之稱為赫爾維茨曲線。
赫爾維茨曲面的富克斯群是普通（2,3,7）三角群撓的正規子群的有限索引。其有限商群也正好是其同構群。